# Polacy na Białorusi

Mapa rozsiedlenia ludności polskiej w 1916

Polacy na Białorusi – mniejszość narodowa stanowiąca według białoruskiego spisu powszechnego ok. 295 000 mieszkańców Republiki Białorusi. Według nieoficjalnych statystyk w granicach państwa Białoruś może mieszkać od 500 000 do 1 200 000 Polaków. Polacy są drugą po Rosjanach pod względem liczebności mniejszością narodową Białorusi.
Do historycznych uwarunkowań obecności i sytuacji polskiej mniejszości narodowej na Białorusi zalicza się:
- zmiany granic i systemów politycznych w XX wieku
- politykę rusyfikacyjna (Zabór rosyjski, Białoruś Radziecka) i polonizacyjna (Zachodnia Białoruś w okresie międzywojennym)
- przesiedlenia i migracje (Represje ZSRR wobec Polaków i obywateli polskich 1939–1946, Wysiedlenie Polaków z Kresów Wschodnich w latach 1955–1959)
- dyskryminację społeczno-ekonomiczną ludności polskiej w sowieckiej Białorusi

Wśród uwarunkowań współczesnych należy wymienić:
- koncentrację polskiej ludności na Grodzieńszczyźnie
- występowanie stereotypu Polak-katolik oraz przenikanie się polskości i białoruskości wśród części ludności katolickiej
- politykę rusyfikacyjną i presja ideologiczna władz Białorusi pod rządami Alaksandra Łukaszenki
- zwalczanie niezależnych organizacji polskich i rozwoju oświaty polskiej przez władze białoruskie

## Polacy w Wielkim Księstwie Litewskim
Po przyjęciu chrześcijaństwa w 1387 roku nastąpił zwiększony napływ ludności polskiej na Litwę. Przybywali tam przedstawiciele polskiego duchowieństwa zakonnego i świeckiego, żołnierze, urzędnicy dworscy i mieszczanie. Wszystkie miasta białoruskie uzyskały prawo magdeburskie i uległy całkowitej polonizacji w XVII wieku. W XVII wieku nastąpiła też polonizacja szlachty białoruskiej.

## Rozmieszczenie Polaków na Białorusi

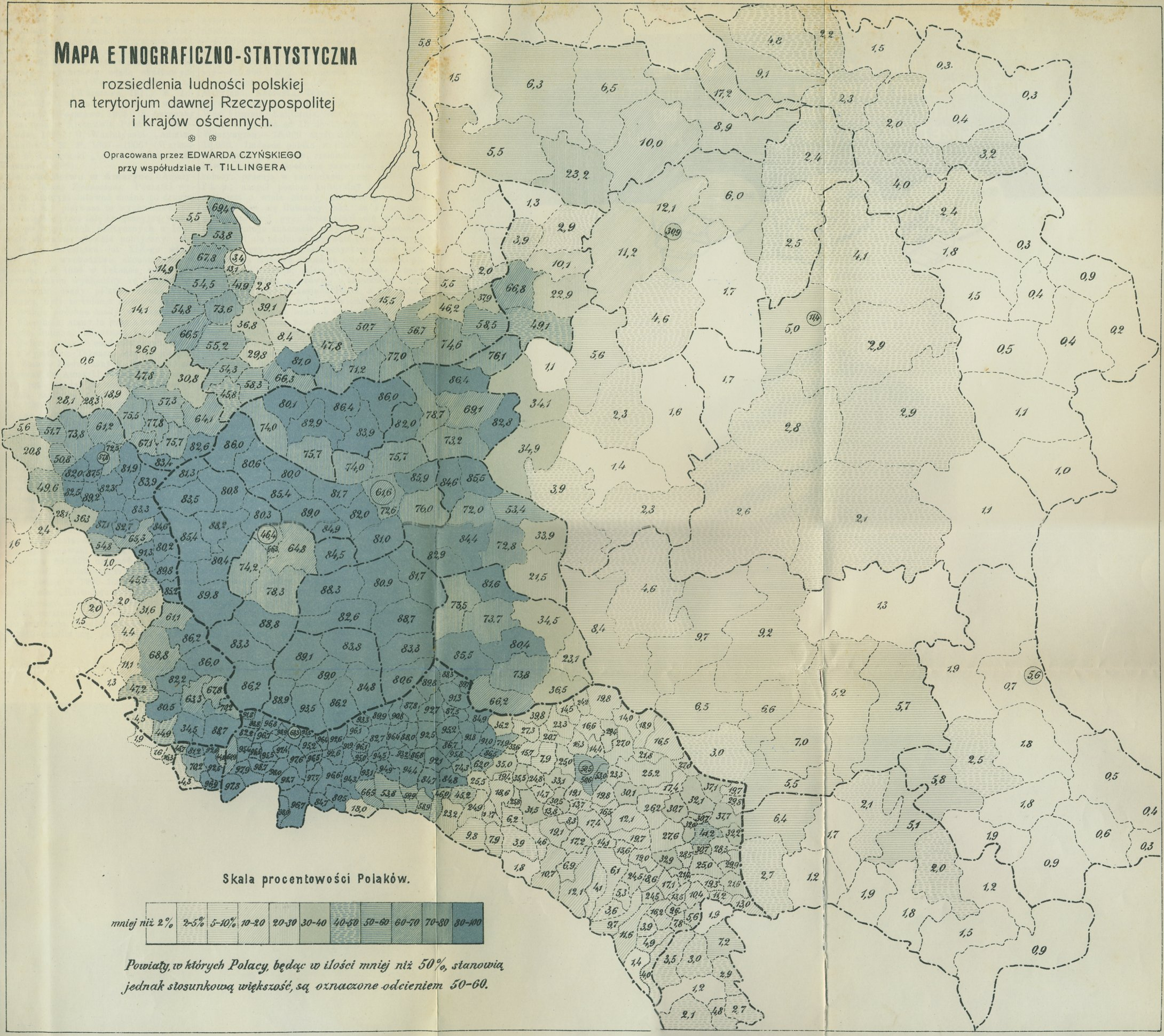
Mapa ludności polskiej, 1912. E. Czyński, T. Tilinger's.

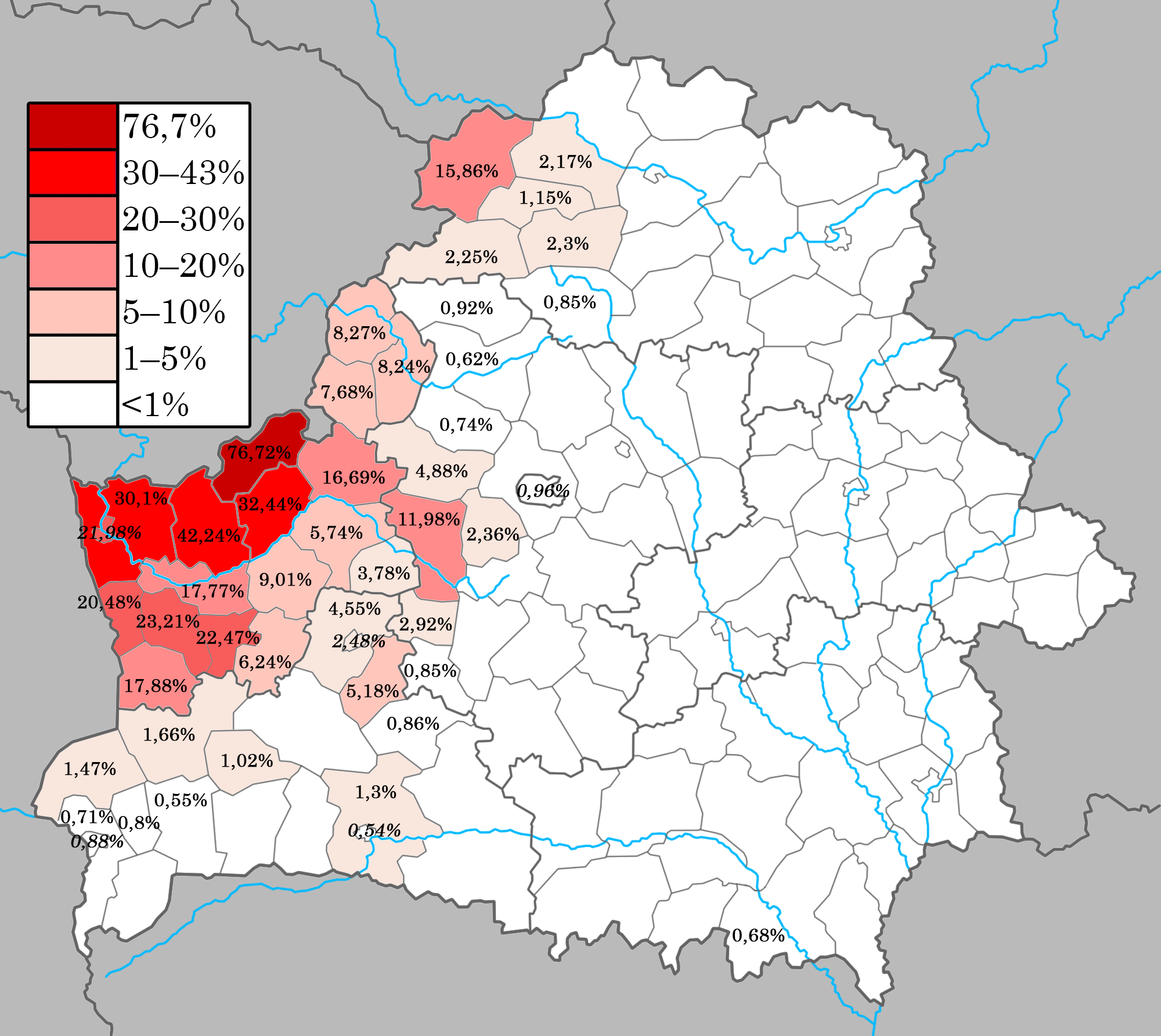
Odsetek ludności polskiej na Białorusi (spis białoruski z 2019) według rejonów, miast wydzielonych na prawach rejonów oraz miasta stołecznego

Odsetek ludności polskiej na Białorusi (spis białoruski z 2009) według rejonów, miast wydzielonych na prawach rejonów oraz miasta stołecznego (te miasta umownie wskazane kółkami)

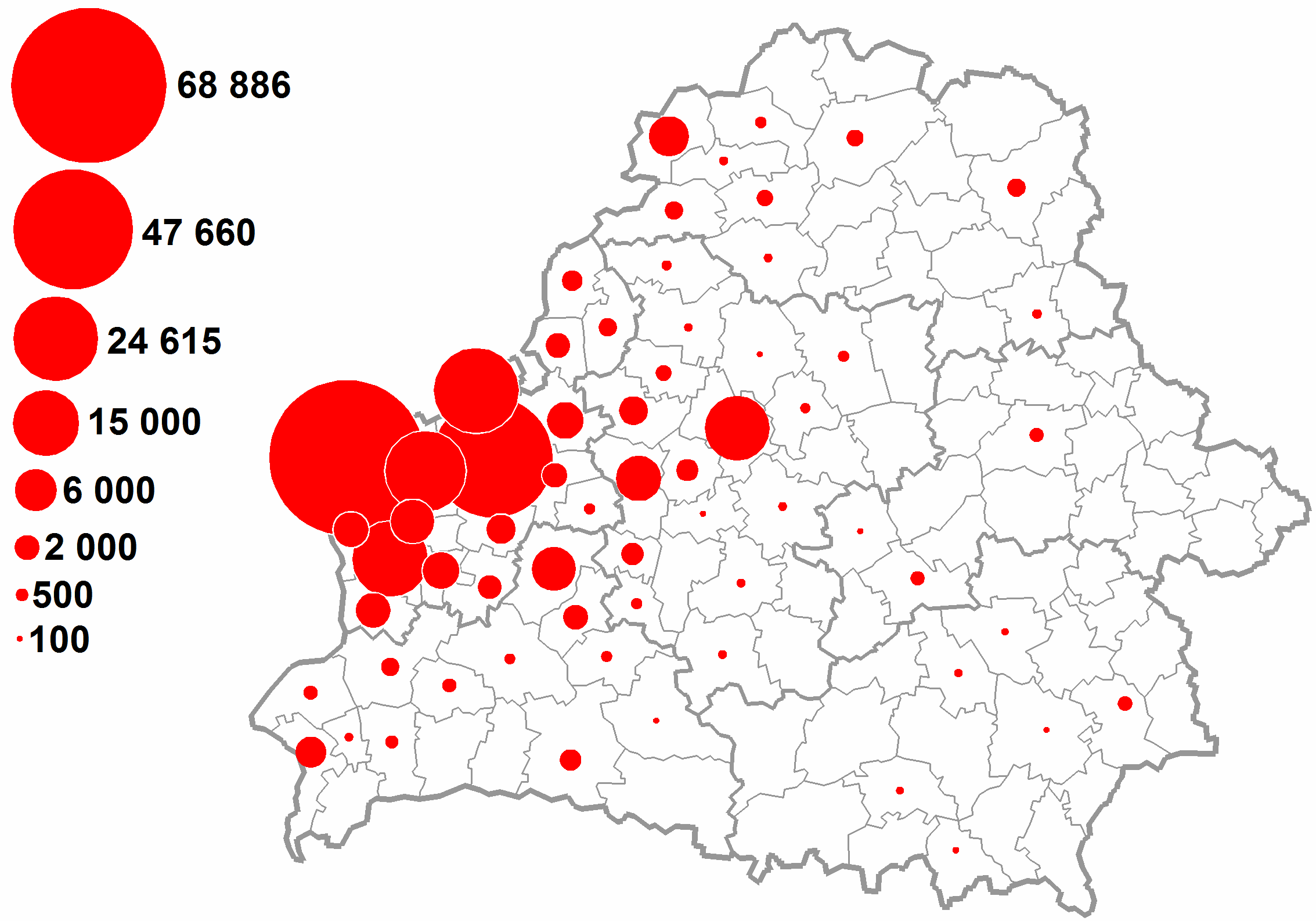
Ludność polska na Białorusi (spis białoruski z 2009) według rejonów (miasta wydzielone na prawach rejonów oraz miasto stołeczne na prawach obwodu Mińsk są zsumowane z odpowiednim otaczającym rejonem)

Liczba ludności polskiej (według oficjalnych danych spisów białoruskich z 1999 r. i 2009 r.) według obwodów:

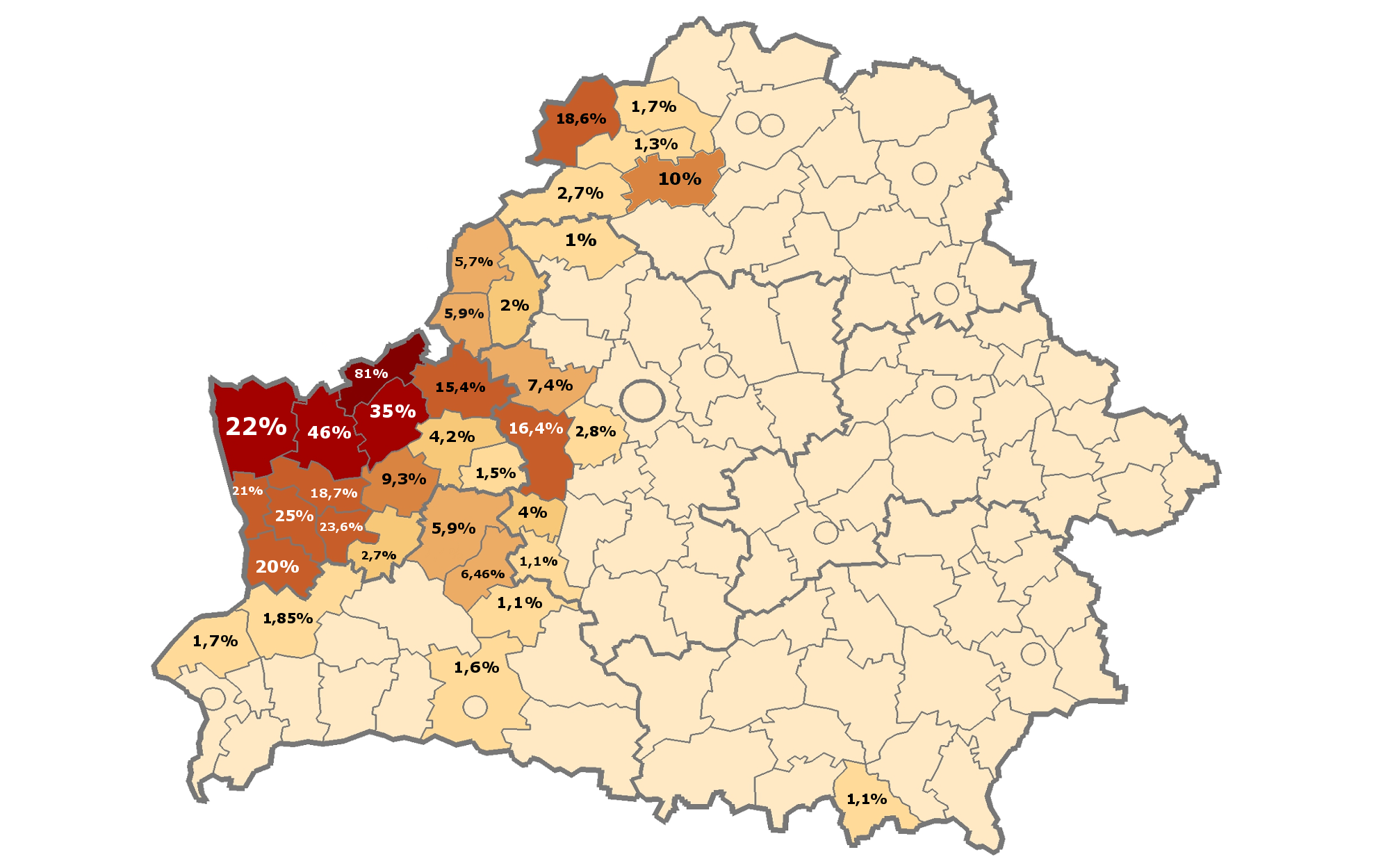
Polacy na Białorusi w 2009 r.

| Obwód             | spis 1999 | % całej populacji obwodu | spis 2009 | % całej populacji obwodu |
| ----------------- | --------- | ------------------------ | --------- | ------------------------ |
| Miasto Mińsk      | 17 000    | 1%                       | 13 420    | 0,73%                    |
| Obwód brzeski     | 27 000    | 1,8%                     | 17 539    | 1,25%                    |
| Obwód witebski    | 21 000    | 1,5%                     | 11 141    | 0,91%                    |
| Obwód homelski    | 4000      | 0,3%                     | 1958      | 0,14%                    |
| Obwód grodzieński | 294 000   | 24,8%                    | 230 810   | 21,52%                   |
| Obwód miński      | 30 000    | 1,9%                     | 17 908    | 1,26%                    |
| Obwód mohylewski  | 3000      | 0,2%                     | 1773      | 0,16%                    |
| Suma              | 396 000   | 3,9                      | 294 549   | 3,10%                    |

| Rejon                                       | % według spisu 1999 do ogółu mieszkańców | % według spisu 2009 do ogółu mieszkańców |
| ------------------------------------------- | ---------------------------------------- | ---------------------------------------- |
| Oszmiański (Oszmiana)                       | 11,87%                                   | 5,89%                                    |
| Ostrowiecki (Ostrowiec)                     | 10,38%                                   | 5,73%                                    |
| Smorgoński (Smorgonie)                      | 2,8%                                     | 2,00%                                    |
| Iwiejski (Iwie)                             | 24,65%                                   | 15,40%                                   |
| Woronowski (Woronów)                        | 82,96%                                   | 80,77%                                   |
| Szczuczyński (Szczuczyn)                    | 50,51%                                   | 46,38%                                   |
| Lidzki (Lida)                               | 39,52%                                   | 35,28%                                   |
| Grodzieński razem z miastem Grodno (Grodno) | 25,45%                                   | 21,71%                                   |
| Świsłocki (Świsłocz)                        | 20,98%                                   | 20,47%                                   |
| Brzostowicki (Brzostowica Wielka)           | 23,84%                                   | 21,69%                                   |
| Wołkowyski (Wołkowysk)                      | 28,17%                                   | 24,96%                                   |
| Mostowski (Mosty)                           | 21,29%                                   | 18,69%                                   |
| Zelwieński (Zelwa)                          | 25,58%                                   | 23,60%                                   |
| Słonimski (Słonim)                          | 3,35%                                    | 2,69%                                    |
| Zdzięciolski (Zdzięcioł)                    | 13,57%                                   | 9,28%                                    |
| Nowogródzki (Nowogródek)                    | 4,64%                                    | 4,22%                                    |
| Korelicki (Korelicze)                       | 1,95%                                    | 1,55%                                    |

| Spis 1926  | Spis 1926 | Spis 1939  | Spis 1939 | Spis 1959  | Spis 1959 | Spis 1970  | Spis 1970 | Spis 1979  | Spis 1979 | Spis 1989  | Spis 1989 | Spis 1999  | Spis 1999 | Spis 2009  | Spis 2009 | Spis 2019  | Spis 2019 |
| liczebność | %         | liczebność | %         | liczebność | %         | liczebność | %         | liczebność | %         | liczebność | %         | liczebność | %         | liczebność | %         | liczebność | %         |
| ---------- | --------- | ---------- | --------- | ---------- | --------- | ---------- | --------- | ---------- | --------- | ---------- | --------- | ---------- | --------- | ---------- | --------- | ---------- | --------- |
| 97 498     | 2%        | 58 380     | 1,1%      | 538 881    | 6,69%     | 382 600    | 4,25%     | 403 169    | 4,23%     | 417 720    | 4,11%     | 395 712    | 3,94%     | 294 549    | 3,10%     | 287 693    | 3,10%     |

## Polacy na Białorusi (od 1991)

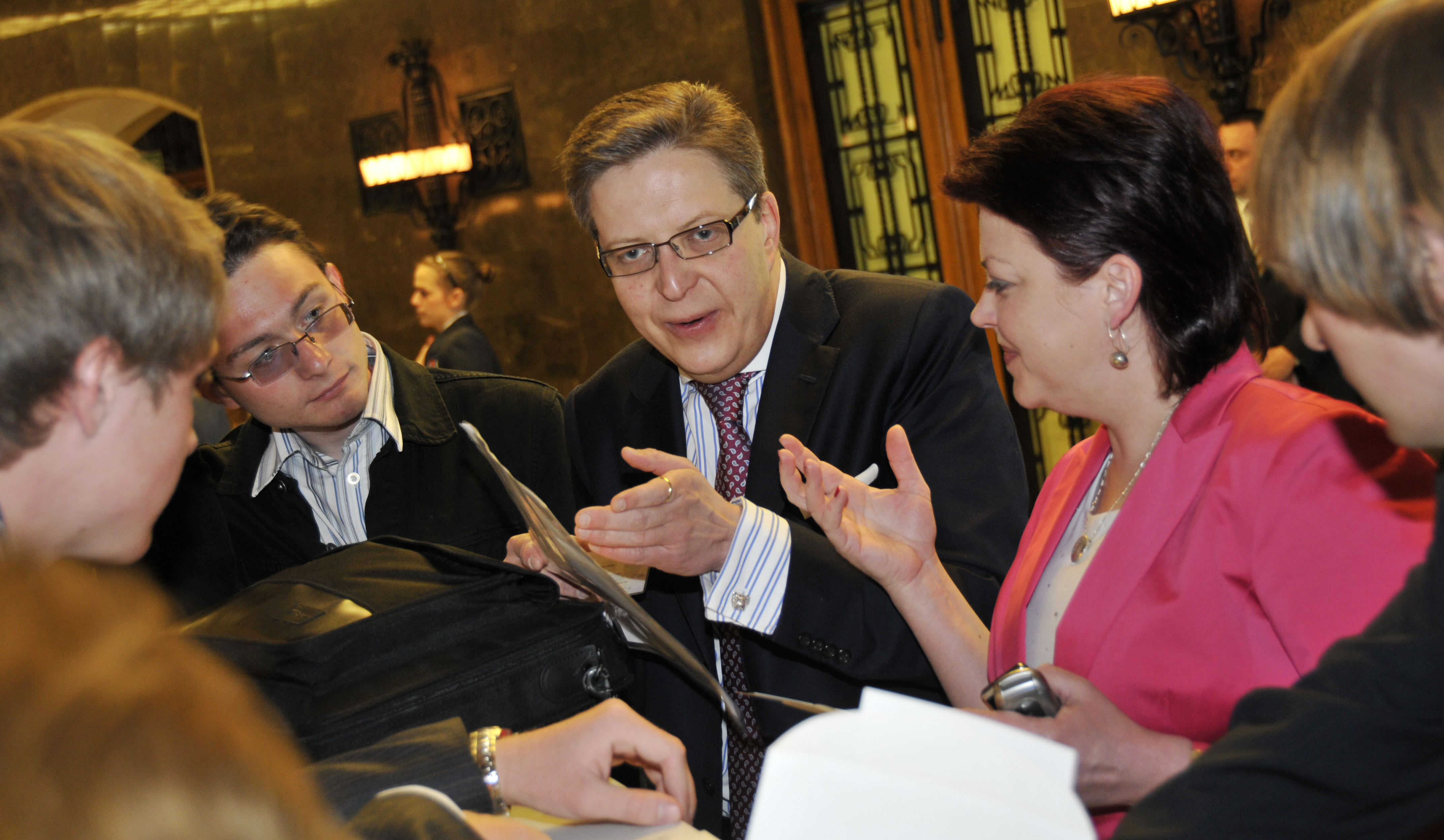
Andżelika Borys, przewodnicząca Związku Polaków na Białorusi, podczas kongresu EPL w Warszawie w 2009 roku

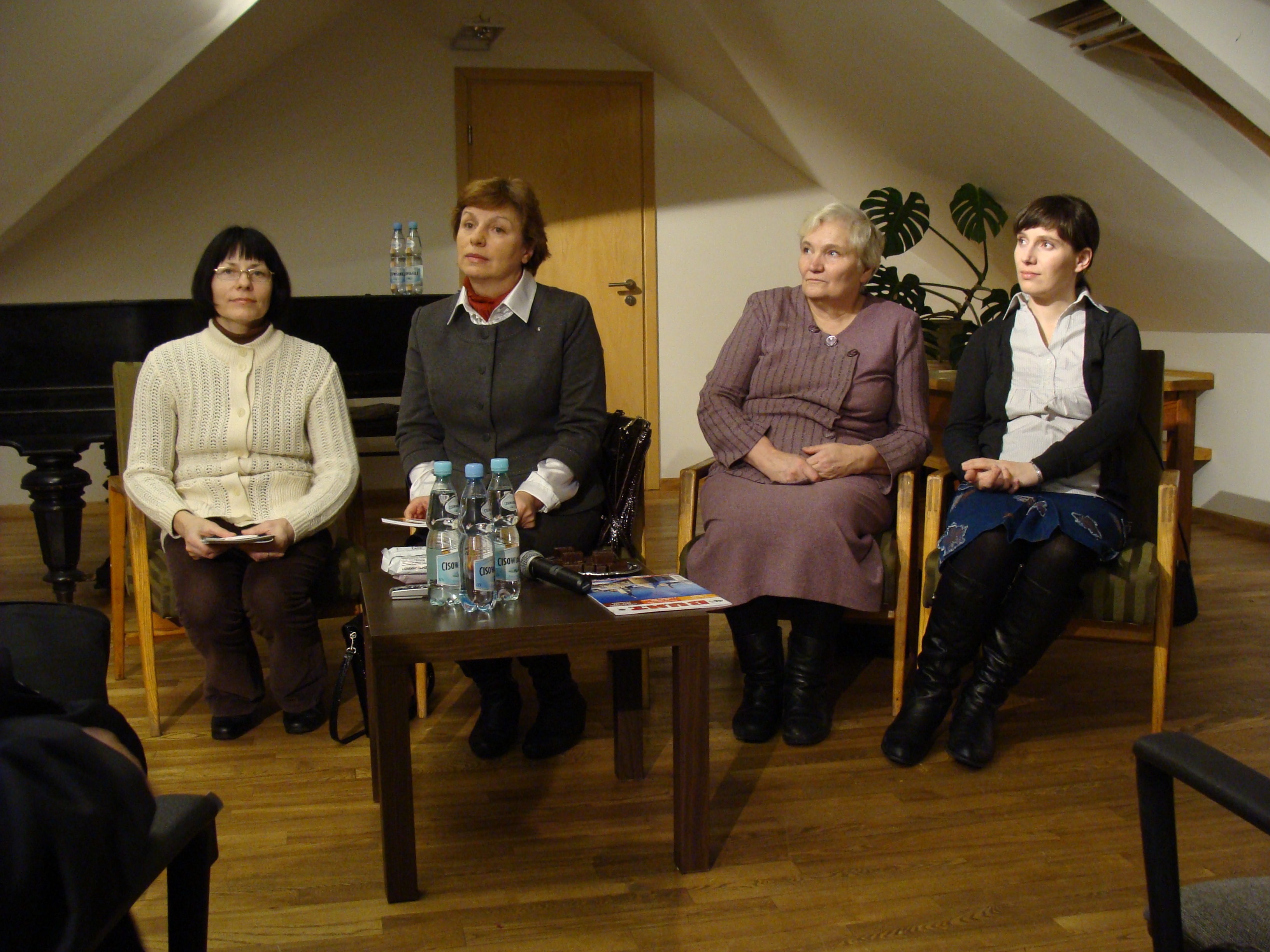
Polacy z Białorusi podczas spotkania w siedzibie Klubu Inteligencji Katolickiej w Warszawie; druga od lewej Alina Jaroszewicz, prezes Oddziału Brzeskiego Związku Polaków na Białorusi; trzecia od lewej Teresa Soból, działaczka polska z Iwieńca

Pierestrojka, a następnie rozpad ZSRR i uzyskanie przez Białoruś niepodległości, przyniosły „odwilż polityczną” umożliwiającą odrodzenie się polskości. W 1990 roku został założony Związek Polaków na Białorusi został (pierwszym prezesem został Tadeusz Gawin), choć za początek swego istnienia organizacja przyjmuje rok 1988. Lata 90. były najkorzystniejszym okresem dla rozwoju polskiej działalności. W tym okresie otwarte zostały dwie polskojęzyczne szkoły działające w systemie edukacji państwowej, powstała także druga organizacja – Polska Macierz Szkolna na Białorusi. Sytuacja pogorszyła się po dojściu do władzy Alaksandra Łukaszenki niechętnie nastawionego do niezależnej działalności obywatelskiej i nastawionego prorosyjsko.
Związek Polaków na Białorusi w najlepszych czasach zrzeszał blisko 20 tysięcy członków. Obecnie, po wydarzeniach 2005 roku w organizacji doszło do rozłamu na frakcję niezależną i lojalną wobec władz, co znacznie utrudnia funkcjonowanie całej mniejszości polskiej na Białorusi. Obok ZPB na Białorusi działają również inne organizacje polskie: Polska Macierz Szkolna, Republikańskie Społeczne Zjednoczenie „Harcerstwo” czy Towarzystwo Przyjaciół Ziemi Lidzkiej.
Wprowadzenie w 2007 roku Karty Polaka dało możliwość tysiącom obywateli Białorusi potwierdzić swoją przynależność do narodu polskiego poprzez złożenie stosownej deklaracji w polskiej placówce dyplomatycznej na terenie Białorusi. Wprowadzenie Karty Polaka spowodowało protesty ze strony białoruskich władz. Przez państwowe media białoruskie kilkakrotnie przetaczały się negatywne kampanie medialne skierowane przeciwko Karcie Polaka, Polsce oraz przeciwko działaczom Związku Polaków na Białorusi.
Po sfałszowanych wyborach prezydenckich i protestach w 2020 roku nastąpiły masowe represje wobec środowisk opozycyjnych i niezależnych, w tym w stosunku do ZPB i innych polskich organizacji. Zapowiedziano także rusyfikację jedynych dwóch polskojęzycznych szkół funkcjonujących w publicznym systemie edukacji.
Oprócz polityki władz, niekorzystnym dla polskiej mniejszości czynnikiem jest także postępująca białorutenizacja Kościoła katolickiego na Białorusi historycznie kojarzonego z polską kulturą (przy czym należy wziąć pod uwagę, że wielu białoruskich Polaków nie zna dobrze języka polskiego). Język polski pozostaje obecny głównie w życiu religijnym diecezji grodzieńskiej. W archidiecezji mińsko-mohylewskiej w języku polskim sprawowane jest 16% nabożeństw.

### Życie kulturalne
Od 1991 roku corocznie na Białorusi odbywa się Konkurs Recytatorski im. Adama Mickiewicza „Kresy”. Organizatorem konkursu jest Podlaski oddział Stowarzyszenia „Wspólnota Polska” w Białymstoku. Konkurs poza granicami Polski odbywa się przy udziale organizacji polskich i polskich emigrantów. Na Białorusi takim partnerem jest Polska Macierz Szkolna w Grodnie.
W centrum Mińska corocznie odbywa się Święto Kultury Polskiej, w ramach festiwalu kultur narodowych. Festiwal odbywa się na Białorusi od 2016 roku i rozwijał się właśnie od świętowania kultury polskiej.
Od 2017 roku w Mińsku odbywają się polsko-białoruskie czytania, prowadzone w ramach projektu „Narodowe Czytanie” – polska akcja społeczna, której celem jest popularyzacja wiedzy o polskiej literatury narodowej. Akcję zorganizował prezydent Polski Bronisław Komorowski w 2012 roku. Organizator akcji na Białorusi – Instytut Polski w Mińsku.
W listopadzie 2018 roku polska społeczność na Białorusi szeroko obchodziła 100-lecie niepodległości Polski. Szereg imprez odbył się w Mińsku, Grodnie, Brześciu, a także w małych miejscowościach, w których mieszkają przedstawiciele mniejszości polskiej. 11 listopada uczniowie grodzieńskiej Polskiej Szkoły Społecznej przy ZPB im. Króla Stefana Batorego dołączyli się do zorganizowanej przez polskie Ministerstwo Edukacji Narodowej światowej akcji „Rekord dla Niepodległej” – o 11:11 zaśpiewali hymn Polski. Na uroczystościach w Mińsku zebrało się kilkuset przedstawicieli diaspory polskiej, odbyło się wręczenie nagród zwycięzcom artystyczno-literackiego „Niepodległa. Niepokonana”. 12 listopada w Teatrze Wielkim opery i baletu w Mińsku z okazji Dnia Niepodległości odbyły się uroczystości z udziałem Rzeczypospolitej Polskiej, na których była obecna polska diaspora, przedstawiciele ambasad, duchowieństwa, wybitni działacze kultury i sztuki. Po pozdrowieniach od działaczy państwowych gościom został zaprezentowany balet „Szopeniana”, postawiony na utwory fortepianowe Fryderyka Chopina. Przyjęcia uroczyste przeprowadzili również konsulaty w Grodnie i Brześciu.

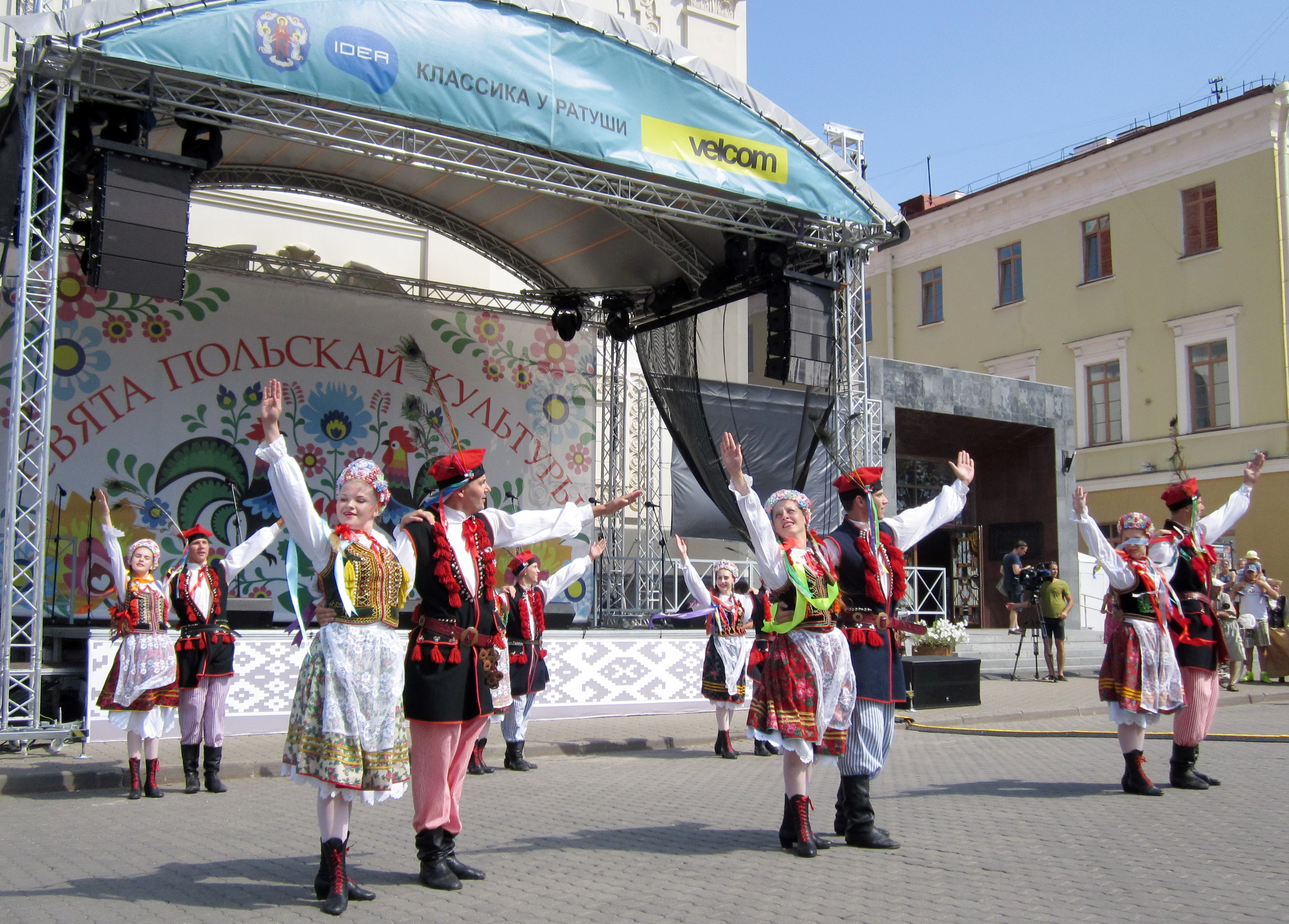
Święto kultury polskiej w Mińsku (2016 r.)
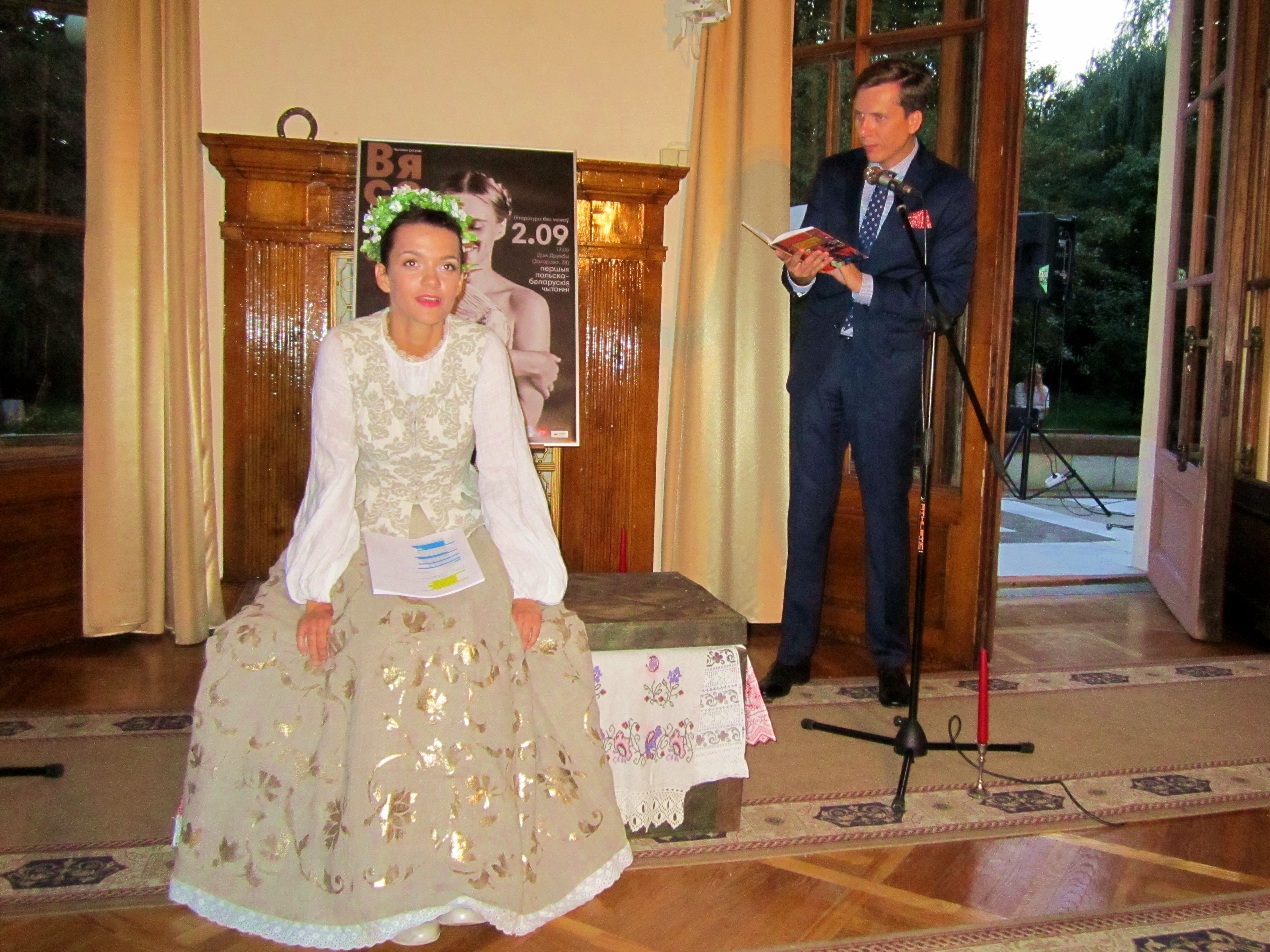
Narodowe Czytanie w Mińsku (2017 r.). Czyta dyrektor Instytutu Polskiego w Mińsku Mateusz Adamski
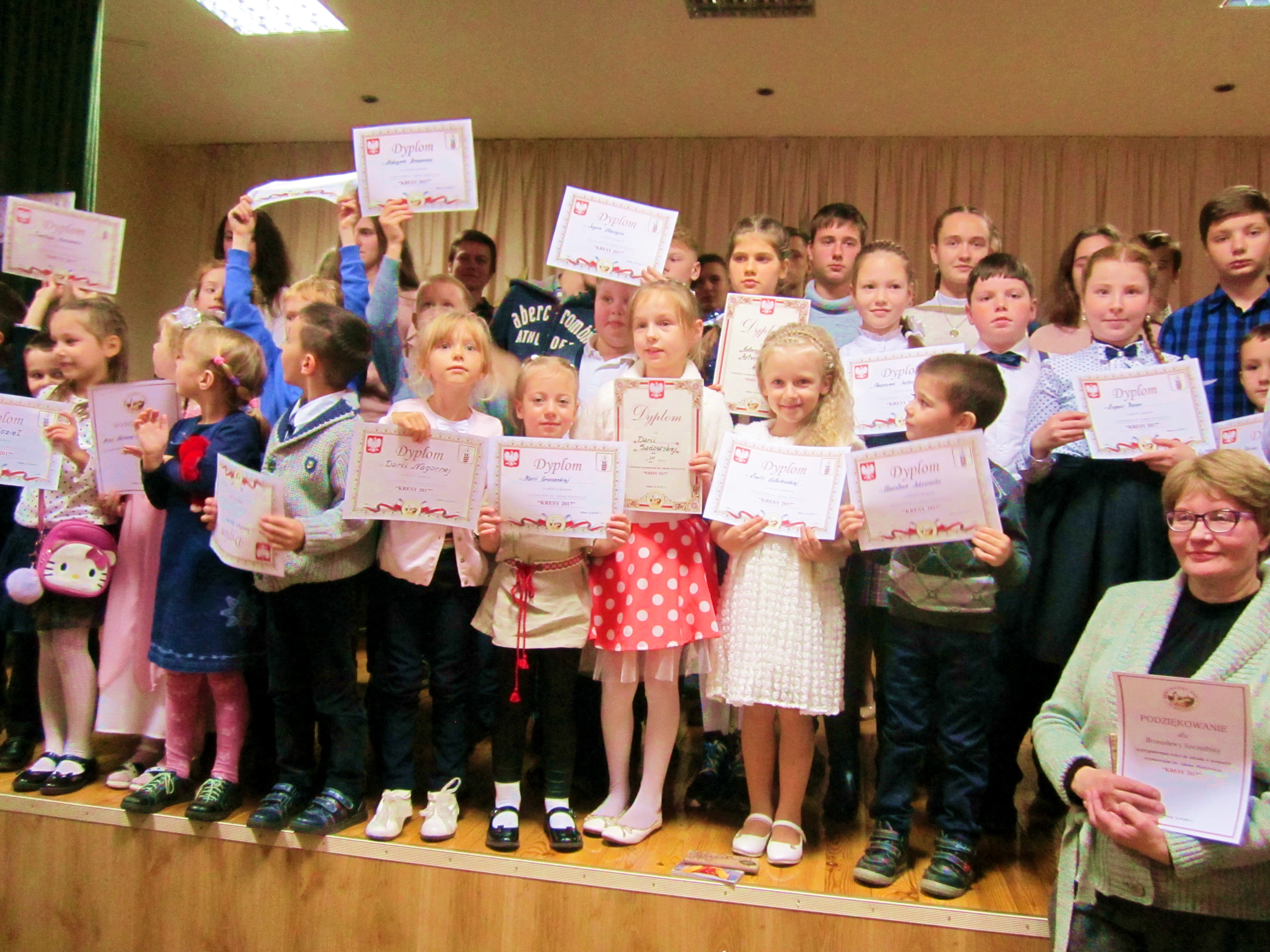
Uczestnicy ХХVI Konkursu Recytatorskiego im. Adama Mickiewicza (2017 r., Mińsk)
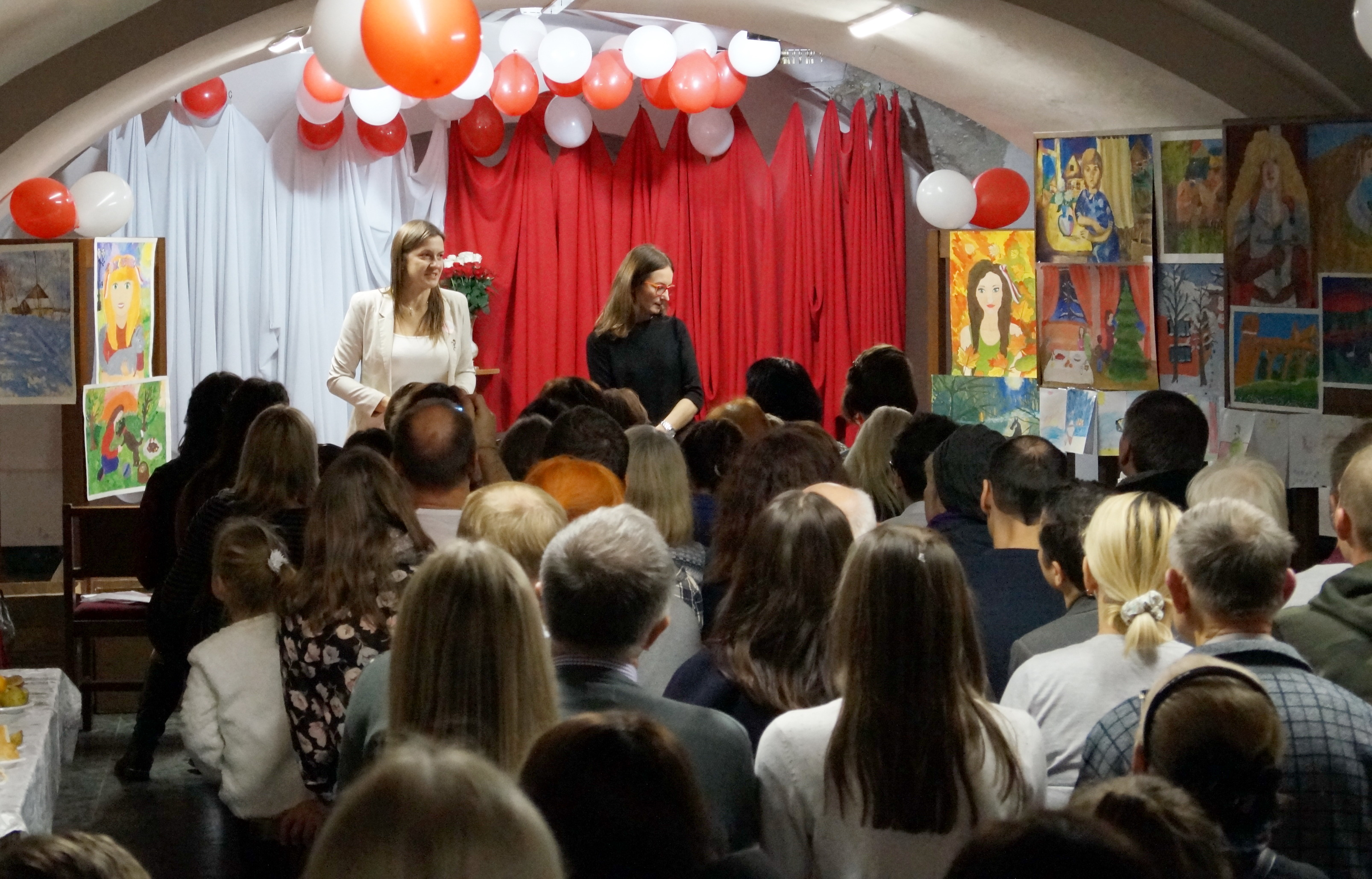
Obchody 100-lecia niepodległości Polski w Mińsku (2018 r.)